# فیصل بن سلمان بن عبدالعزیز آل سعود

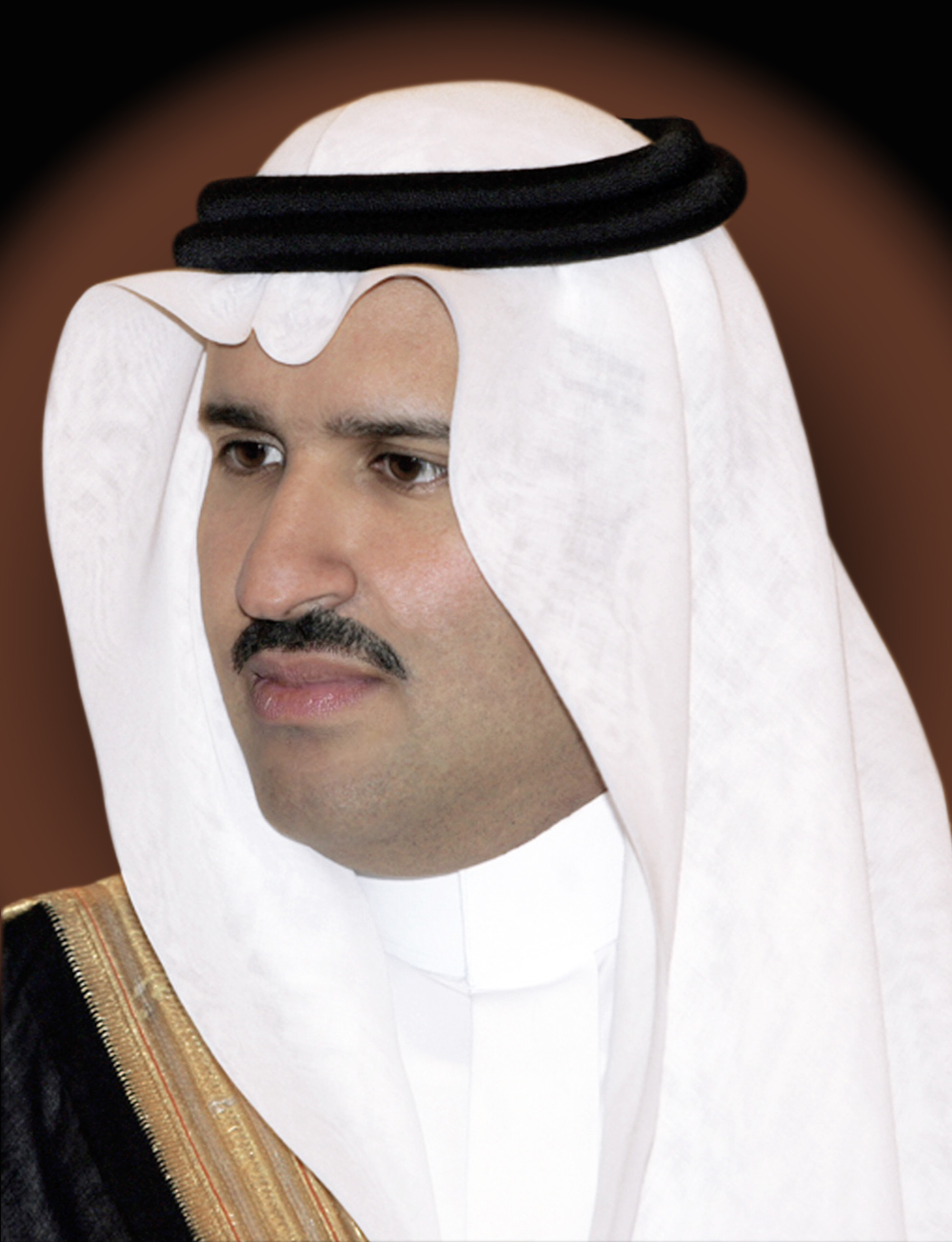
فیصل بن سلمان بن عبدالعزیز آل سعود در سال ۲۰۰۷

فیصل بن سلمان بن عبدالعزیز آل سعود (انگلیسی: Faisal bin Salman bin Abdulaziz Al Saud) (زاده ۲۵ دسامبر ۱۹۷۰) کارآفرین، سیاست‌مدار و مدیر ارشد اجرایی عربستانی است، که در حال حاضر استاندار مدینه و رئیس هیئت مدیره شرکت سرمایه‌گذاری جدوا می‌باشد.